# Tappi Tíkarrass
Tappi Tíkarrass — исландский панк-коллектив, возникший в 1981 году. Группа исполняла музыку в стиле постпанк, с элементами фанка, рока и джаза, что отличало её от многих традиционных коллективов того времени. Примечательна тем, что является первым профессиональным музыкальным проектом известной певицы Бьорк, которой тогда было 15 лет. Название группы переводится как «Заткни суке зад»[sic]. Коллектив выпустил две пластинки и распался в 1983 году. В 2015 группа воссоединилась, но уже без Бьорк.

## История
Свою первую, полностью девчачью панк-группу «Spit And Snot», где она была барабанщицей, Бьорк сформировала в возрасте 13 лет. Название группы переводится как «Слюни и сопли». Коллектив просуществовал около года и не оставил после себя никаких известных записей. После этого, в 14 лет, последовал более экспериментальный джаз-рок-фьюжн проект «Exodus», выступивший на телевидении и записавший гаражную кассету. Через год Бьорк закончила музыкальную школу и решила вернуться в панк-рок, сформировав с басистом Якобом Магнуссоном команду «Tappi Tíkarrass», которая успешно подписала контракт с лейблом для издания своей музыки. Поначалу основным вокалистом считался Эйтор Арналдс, но ко времени выхода первой пластинки его место заняла Бьорк и на записях Tappi Tíkarrass его вокал можно услышать лишь в некоторых песнях. На ударных сначала играл Гудмундур Тор Гуннарссон, потом его заменил Оддур Сигурбьёрнссон. Бессменным гитаристом группы был Эйолфур Йоханссон. Группа активно репетировала и менее чем через год после создания вышел их дебютный мини-альбом Bitið fast í vitið, а ещё через год альбом Miranda. Оба релиза оставили заметный след в исландской панк-культуре. Группа активно гастролировала по Исландии, а весной 1983 года посетила Великобританию. Tappi Tíkarrass неоднократно выступали совместно с видными исландскими рок-группами «Purrkur Pillnikk» и «Þeyr». Группа появилась в документальном фильме Рок в Рейкьявике, а также в фильме Nýtt Líf, для которого исполнила саундтрек. Тем не менее, на пике успеха участники группы решили разойтись. Второй вокалист Эйтор Арналдс собирался учиться на виолончелиста. Бьорк к тому времени выросла из поп-панка и уже занималась несколькими другими проектами, в частности, пела и играла на клавишах в ресторанном кавер-бэнде «Cactus», пела во фри-джазовом рок-дуэте «Stigrim», а также играла на барабанах и исполняла бэк-вокал в прогрессивной рок-группе «Rokka Rokka Drum». Уже был запущен её следующий серьёзный проект - авангардная панк-готик группа «Kukl». Всё же последнее выступление Tappi Tíkarrass состоялось в 1987 году, когда группа воссоединилась, чтобы сыграть в ночном клубе под названием Safari.

## Участники
- Бьорк (Björk Guðmundsdóttir) — вокал, клавишные
- Якоб Смари Магнуссон (Jakob Smári Magnússon) — бас-гитара
- Гудмундур Тор Гуннарссон (Guðmundur Þór Gunnarsson) — ударные
- Эйолфур Йоханссон (Eyjólfur Jóhannsson) — гитара
- Эйтор Арналдс (Eyþór Arnalds) — вокал

## Дискография
Группа записала мини-альбом Bitið fast í vitið и полноценный альбом Miranda, а также выпустила несколько эксклюзивных треков на различных сборниках.
В отличие от более поздних групп Бьорк, релизы Tappi Tíkarrass никогда не переиздавались, а треки из них не появлялись на ретроспективных сборниках. Оригинальные пластинки группы являются раритетами и предлагаются на интернет-площадках за трёхзначные суммы.

### Bitið fast í vitið

Bitið fast í vitið — первый релиз Tappi Tíkarrass, 5-песенный мини-альбом. Записан в августе и вышел в конце 1982 года на виниловой пластинке на лейбле Spor. Это более панк-ориентированный релиз по сравнению с последующей работой. Все песни на исландском языке, за исключением «London», которая исполнена на английском. Эйтор Арнальдс появляется только в последнем треке как второй вокалист. Продюсерами записи стали сама группа и Тони Кук. На обратной стороне обложки группа разместила коллаж из своих детских фотографий.

| - Сторона 1 1. «Óttar» – 2:32 2. «Lok-Lað» – 2:12 3. «Ilty Ebni» – 2:20 | - Сторона 2 1. «London» – 2:14 2. «Fa, Fa» – 3:33 |

### Miranda

Miranda — второй и единственный полноформатный релиз Tappi Tíkarrass. Вышел в декабре 1983 года на виниловой пластинке на лейбле Gramm. В отличие от более панковского дебютного мини-альбома, здесь появились элементы диско и поп. Все песни поёт Бьорк, за исключением первой и последней, которые исполняет Эйтор Арнальдс. В пластинке имеется вкладыш с детскими рисунками Бьорк и рукописным текстом одной из песен. Ко времени выпуска альбома Бьорк уже потеряла интерес к такой музыке, которая стала казаться ей слишком традиционной — уже вышел дебютный сингл её новой авангардной пост-панковской группы Kukl. Однако она ещё некоторое время выступала с Tappi Tíkarrass в поддержку альбома.

| - Сторона «Miranda» 1. «Miranda» – 1:03 2. «Skrið» – 2:02 3. «Kríó» – 3:22 4. «Íþróttir» – 3:16 5. «Tjet» – 3:18 6. «Lækning» – 4:09 7. «Drek-Lek» – 1:49 | - Сторона «Þessi» 1. «Beri-Beri» – 2:42 2. «Hvítibjörn» – 2:28 3. «Sokkar» – 3:19 4. «Með-Tek» – 4:31 5. «Get Ekki Sofið» – 3:50 6. «Mýrin Andar» – 2:01 |

### Сборники
- саундтрек к фильму Рок в Рейкьявике (1982) — песни «Hrollur» и «Dúkkulísur».
- сборник SATT (1984) —  песни «Sperglar» и «Seiður».

## Появления в фильмах
Одним из значительных достижений группы можно считать их появление в знаковом фильме 1982 года «Рок в Рейкьявике» (Rokk í Reykjavík). Фильм снят исландским кинорежиссёром Фридриком Тоуром и рассказывает об исландской рок-сцене. В настоящее время фильм считается классикой в Исландии, а исландская музыка описываемого периода определяется как Rokk í Reykjavík-эра. Группа исполняет в фильме две песни и даёт интервью. Несмотря на наличие более именитых групп, Бьорк стала визуальным символом фильма, попав на обложку кассеты и рекламные плакаты.
Группа также записала саундтрек для фильма 1983 года Nýtt Líf и появляется в картине в роли самих себя, исполняя песню «Sperglar». Песни саундтрека не издавались отдельным альбомом и многие из них могут быть услышаны только в фильме.